# Basingstoke Town Football Club
Basingstoke Town Football Club é um clube de futebol inglês, sediado na cidade de Basingstoke. Fundado em 1896, sedia suas partidas no estádio The Camrose, com capacidade para 6.000 torcedores. Atualmente disputa a Southern Football League Premier South, que equivale a sétima divisão inglesa.
As cores do clube são azul e amarelo (primeiro uniforme) e vermelho e preto (uniforme reserva).
Em setembro de 2014, o Basingstoke cogitou a contratação de Ronaldinho Gaúcho, que encontrava-se desempregado após o final de seu contrato com o Atlético Mineiro. Segundo o clube, era uma proposta de marketing, explorando a imagem do meio-campista, que, no entanto, acertou contrato com o Querétaro.

## Elenco
Nota: Bandeiras indicam equipe nacional, conforme definido pelas regras de elegibilidade da FIFA. Os jogadores podem ter mais de uma nacionalidade não-FIFA.
| N.º |            | Posição | Jogador                                    |
| --- | ---------- | ------- | ------------------------------------------ |
|     | Inglaterra | G       | Kieran Green                               |
|     | Inglaterra | G       | Stuart Moore                               |
|     | Inglaterra | D       | Tom Bird                                   |
|     | Inglaterra | D       | Jay Gasson                                 |
|     | Inglaterra | D       | Marcus Johnson-Schuster                    |
|     | Inglaterra | D       | David Ray                                  |
|     | Inglaterra | D       | Robert Rice                                |
|     | Inglaterra | D       | Nathan Smart                               |
|     | Inglaterra | M       | Jamie Brown                                |
|     | Inglaterra | M       | Alex Charlick (emprestado pelo Fleet Town) |

| N.º |            | Posição | Jogador          |
| --- | ---------- | ------- | ---------------- |
|     | Inglaterra | M       | Simon Dunn       |
|     | Inglaterra | M       | Andrew Jenkinson |
|     | Inglaterra | M       | Shaun McAuley    |
|     | Barbados   | M       | Louie Soares     |
|     | Inglaterra | A       | Sam Argent       |
|     | Inglaterra | A       | Liam Enver-Marum |
|     | Inglaterra | A       | Chris Flood      |
|     | Inglaterra | A       | Lloyd Macklin    |
|     | Inglaterra | A       | Julian Owusu     |
|     | Serra Leoa | A       | Manny Williams   |

## Comissão técnica
- Treinador: Jason Bristow
- Auxiliar-técnico: Kevin Braybrook
- Treinador de goleiros: Colin Barnes
- Fisioterapeuta: Grace Smith

## Títulos
- Southern League South Division:[2]
  - Vencedores (1): 1984–85

- Isthmian League Division One:[2]
  - Vice-campeonatos (2): 1988–89, 1996–97

- Hampshire League Division One:
  - Vencedores (3): 1967–68, 1968–69, 1970–71
  - Vice-campeonatos (3): 1965–66, 1966–67, 1968–69

- Hampshire League North Division:
  - Vencedor (2): 1911–12, 1919–20

- Hampshire Senior Cup:[3]
  - Vencedores (5): 1970–71, 1989–90, 1995–96, 1996–97, 2007–08
  - Vice-campeonatos: 1964-65, 1975–76, 1981–82, 1985–86, 1998–99, 2005–06

- Remembrance Cup::
  - Vencedores (2): 2005, 2006